# Heinrich Jantsch

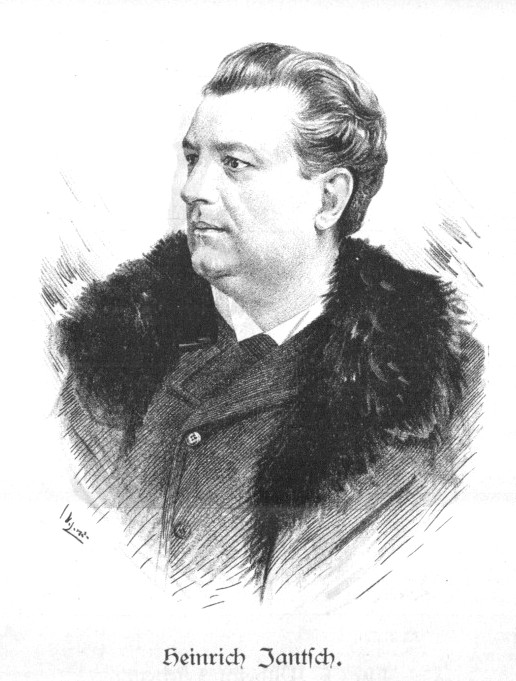
Heinrich Jantsch (1892)

Heinrich Jantsch (* 7. März 1845 in Wien, Kaisertum Österreich; † 5. Februar 1899 in Wien, Österreich-Ungarn) war ein österreichischer Schauspieler und Theaterintendant.

## Leben

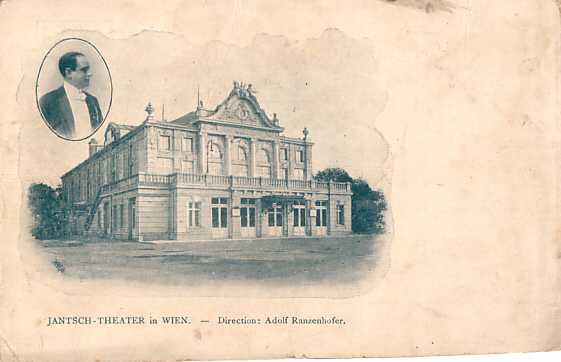
Das neu errichtete Jantsch-Theater auf einer Aufnahme um 1900.

Heinrich Jantsch genoss in jungen Jahren eine gut bürgerliche, kaufmännische Ausbildung. So wurde er an der Technischen Universität Wien zum Stenographen ausgebildet, auch studierte er Orientalische Sprachen. Danach war er als Stenograph in einer Wiener Anwaltskanzlei tätig; auch war er am Wiener Landesgericht tätig. 1862 gründete er das Stenographische Wochenblatt, eine Zeitung, die er bis 1866 einmal wöchentlich publizierte.
Parallel zu seiner journalistischen Tätigkeit erlernte Jantsch am Sulkowsky-Theater das Handwerk des Schauspielers. 1866 stand er in der Rolle des Grafen Essex in Marburg erstmals auf der Theaterbühne. Jantsch war danach an zahlreichen Häusern im deutschsprachigen Raum, darunter Sopron, Linz und Ulm tätig. 1869 wurde er Mitglied am Hoftheater in Meiningen und komplettierte mit der Unterstützung von Herzog Georg II. seine Schauspielausbildung in Berlin. Nach einem kurzen Engagement am Stadttheater in Halle war Jantsch von 1872 bis 1874 auch in Budapest und Mainz als Theaterschauspieler aktiv.
Jantsch war ab den 1870er Jahren jedoch nicht nur als Theaterschauspieler erfolgreich, sondern zeichnete auch als Intendant und Direktor verantwortlich. So eröffnete er 1875 das Viktoria-Theater in Frankfurt am Main, leitete von 1882 bis 1886 das Stadttheater in Danzig und war danach drei Jahre lang, von 1886 bis 1889 in Halle tätig. In Danzig wurde er Mitglied der Freimaurerloge Eugenia zum gekrönten Löwen. Von 1890 bis 1892 war er Direktor des Theaters in Königsberg und danach, nur für wenige Monate des Theaters in mährischen Troppau.
1893 kehrte Jantsch nach Wien zurück. Er übernahm das nach seinem Vorgänger Johann Fürst benannte Fürst-Theater im Wurstelprater, das am 1. September 1898 als Jantsch-Theater neu eröffnet wurde. Zunächst auf das Inszenieren von heiteren Theaterstücken konzipiert, entwickelte es sich schnell zu einem Haus, an dem auch gesellschaftspolitisch kritische Theaterproduktionen ihren Platz fanden. Jantsch leitete das Haus bis zu seinem Tod, im Alter von 53 Jahren.
Jantsch war zweimal verheiratet. 1870 trat er mit der Schauspielerin Margarethe von Ziegler vor den Traualtar. Die beiden bekamen eine gemeinsame Tochter, Margarethe Jantsch, die ebenfalls Schauspielerin wurde. Nach dem frühen Tod seiner Frau, im Jahr 1878, heiratete er 1882 die Burgschauspielerin Olga Lohse, mit der Jantsch einen Sohn bekam. 1890 starb auch seine zweite Frau. Weiters hatte Jantsch mit einer namentlich nicht bekannten Frau eine weitere uneheliche Tochter.
Im Jahr 1963 wurde im Wurstelprater in Wien-Leopoldstadt (2. Bezirk) der Jantschweg nach ihm benannt.